# Силина, Мария Александровна
Мария Александровна Силина (род. 31 марта 2003 года, Краснодарский край) — российская спортсменка, борец вольного стиля. Бронзовая медалистка чемпионата России 2021, 2023б 2024 и 2025 годов. Мастер спорта.

## Спортивная карьера
Мария победитель первенства России среди юниоров 2020 (до 21 года). Участница первенства мира 2021 среди юниоров, проходивший в Уфе и первенства Европы в Германии. В 2021 году она стала бронзовой медалисткой на взрослом чемпионате России 2021. В 2022 году снова выиграла первенство России среди юниоров в Надыме, ЯНАО, затем она стала третьей на Спартакиада сильнейших в Казани. В 2023 выиграла международный турнир в Якутске, посвящённый памяти Романа Дмитриева и первенство страны до 21 года в Мамадыше (Татарстан). В августе 2023 года Силина заняла пятое место на первенстве мира среди юниоров в Иордании. В мае 2024 года в третий раз выиграла бронзовую медаль чемпионата России. В сентябре 2024 года стала финалисткой первенства России до 23 лет в весе до 76 кг. В июне 2025 года стала третьей на чемпионате России в весе до 76 кг.

## Спортивные достижения
- 2020, 2021, 2022, 2023 Первенство России среди юниоров — ;
- 2021 Первенство Европы среди юниоров — 5;
- 2021 Первенство мира среди юниоров — 5;
- 2021, 2023, 2024, 2025 Чемпионат России — ;
- 2021 Кубок России — ;
- 2020, 2022 Всероссийская спартакиада — ;
- 2022 Лига Поддубного — ;
- 2023 Турнир им. Романа Дмитриева — ;
- 2024 Первенство России до 23 лет — ;